# Babe (bài hát của Sugarland)
Babe (tạm dịch: Anh yêu hoặc Em yêu) là một bài hát của bộ đôi nhạc đồng quê người Mỹ Sugarland, với sự góp giọng của nữ ca sĩ kiêm sáng tác nhạc người Mỹ Taylor Swift. Bài hát ban đầu được sáng tác bởi Swift và Patrick Monahan của ban nhạc Train cho album năm 2012 của Swift, Red. Bài hát được phát hành bởi hãng thu âm Big Machine Records vào ngày 20 tháng 4 năm 2018, đóng vai trò là đĩa đơn thứ hai trích từ album phòng thu thứ sáu của Sugarland, Bigger (2018).

## Bối cảnh

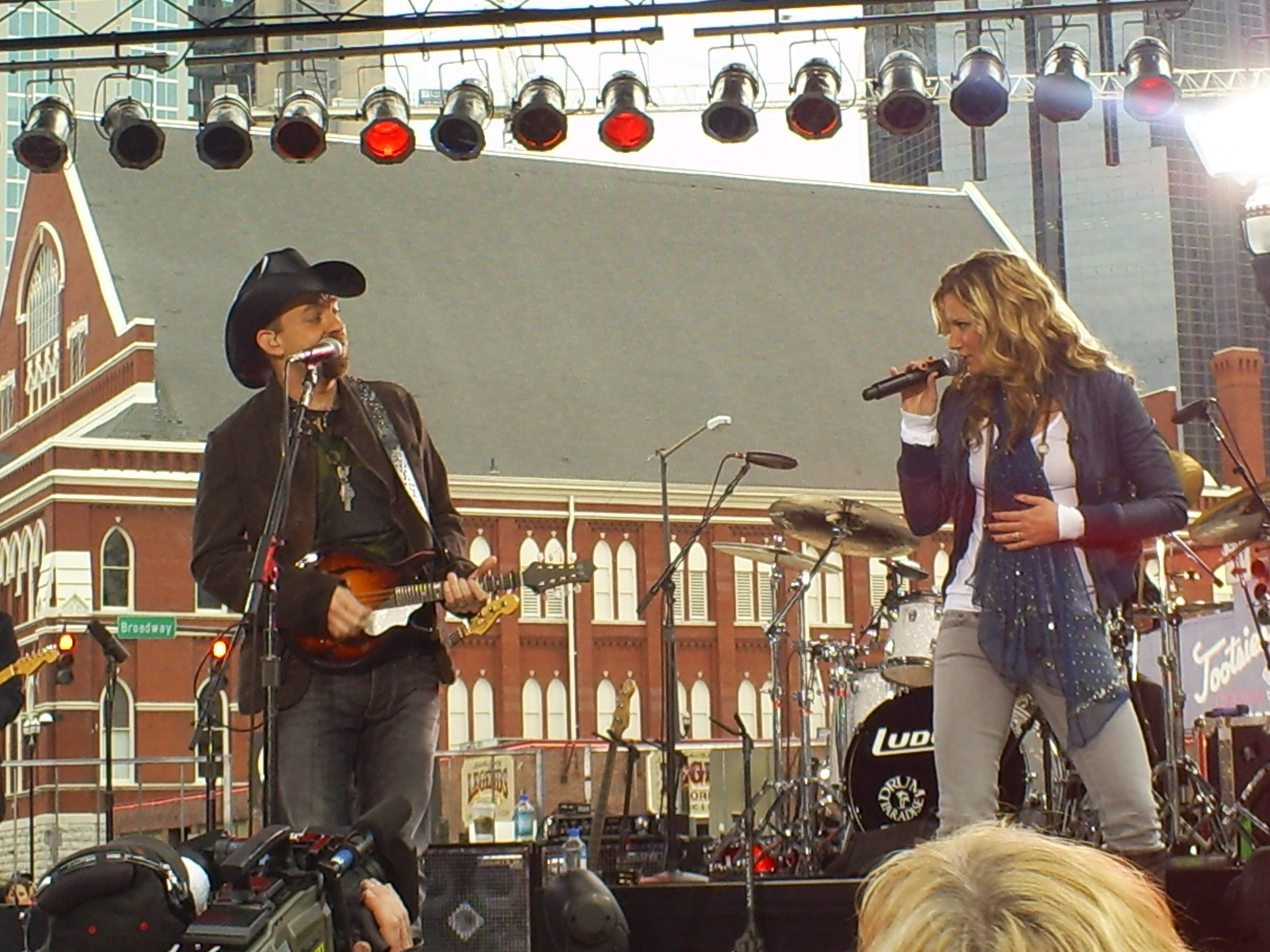
Sugarland biểu diễn trên chương trình Good Morning America, 2006.

Pat Monahan lần đầu tiên nói về bài hát vào năm 2013 trong một cuộc phỏng vấn với ABC News Radio. Ông nói rằng khi ông hỏi ý kiến Swift về việc hợp tác với cô trong một bài hát thuộc album tiếp theo của nhóm Train, cô đã nhờ ông đồng sáng tác một bài hát cho album Red. Bài hát không nằm trong album, nhưng khi Swift phát hành một phiên bản mở rộng tái phát hành của Red, Monahan đã nghĩ rằng bài hát cuối cùng gì thì cũng sẽ được phát hành. Tuy nhiên, vào trước đó thì bài hát thậm chí còn chưa được thu âm.
Danh sách các bài hát của album, được phát hành vào ngày 12 tháng 4, cho biết rằng "Babe" là bài hát duy nhất trong album mà không có Kristian Bush và Jennifer Nettles của bộ đôi Sugarland dưới vai trò đồng sáng tác. Nó cũng đánh dấu bài hát thứ hai mà Swift đã sáng tác cho nghệ sĩ nhạc đồng quê từ khi cô chuyển sang thể loại pop vào năm 2014 (theo sau "Better Man" của Little Big Town) và là bài hát đồng quê đầu tiên mà cô được công nhận là một nghệ sĩ chính thức kể từ thời điểm đó.
Sugarland đã kể cho các phóng viên sau hậu trường tại Giải thưởng Hàn lâm Nhạc đồng quê lần thứ 53 rằng sự hợp tác được hình thành sau khi Swift, là một người hâm mộ Sugarland, gọi điện cho bộ đôi nói rằng cô ấy muốn làm việc cùng họ. "Cô ấy đủ hòa nhã để tiếp cận chúng tôi khi cô ấy nghe được chuyện chúng tôi đã quay trở lại và cùng nhau sản xuất một bản thu âm mới" – Bush nói. "Cô ấy hỏi, 'Cháu có một bài hát đây, cô chú có muốn dùng nó không?' Và chúng tôi đáp: 'Ờ, vâng!' Lúc đó tôi hơi băn khoăn. Tôi không muốn mọi chuyện rối tung lên đâu!" Nettles nói thêm: "Nhưng cô ấy rất yêu nó và muốn chúng tôi là một phần của bài hát, điều đó rất thú vị. Cô ấy nói: 'Cháu có bài hát này,' và chúng tôi đáp lại: 'Được rồi, cháu gửi qua đây đi.'" Bộ đôi nhận thấy rằng đây sẽ là một sự sắp xếp bất thường của album vì họ chưa bao giờ cho ai góp mặt trong những album của bộ đôi. "Vì thế nên chúng tôi cảm thấy không quen khi sắp xếp album như thế này và chúng tôi cũng không muốn mọi chuyện rối tung lên. Chúng tôi không kể cho ai khác nghe về việc đó cho đến khi chúng tôi hoàn thành và cô ấy đã rất thích, tạ ơn Chúa." Trong một đoạn video Swift đăng tải lên Instagram, cô bày tỏ rằng cô rất vui vì bài hát đã "có một cuộc sống riêng" và "Sugarland đã muốn thu âm nó và họ đã làm một việc tuyệt vời với bài hát".

## Sáng tác
"Babe" là một bản pop ballad nhạc acoustic có nhịp độ vừa phải, nói về chuyện chia tay. Theo lời của Brittney McKenna đến từ Rolling Stone, bài hát "dậm chân" này để lộ một sự tương đồng với giai đoạn album Speak Now của Swift. Nettles đảm nhân phần hát chính trong khi Swift đóng góp giọng nền cho bài hát. Giọng hát của Swift có thể nghe được ở phần điệp khúc và phần bridge của bài hát. Về mặt lời ca, bài hát đề cập về một người yêu cũ.

## Thành phần sản xuất
Danh sách những thành viên sản xuất bài hát được điều chỉnh tại Tidal.
- Kristian Bush – sản xuất âm nhạc, hát, guitar acoustic
- Jennifer Nettles – sản xuất âm nhạc, hát
- Taylor Swift – hát
- Brandon Bush – sản xuất âm nhạc, hát, trợ lý phối khí
- Julian Raymond – sản xuất âm nhạc
- Zoe Rosen – sản xuất âm nhạc
- Brianna Steinitz – sản xuất âm nhạc
- Adam Chignon – kĩ sư phối khí
- Ted Jensen – tổng kĩ sư
- Tom Tabley – kĩ sư
- Lars Fox – kỹ sư âm thanh
- Nik Karpen – trợ lý hòa âm
- Sean Badum – trợ lý kĩ sư thu âm
- Kevin Kane – trợ lý kỹ sư thu âm
- Paul Bushnell – đàn bass
- Victor Indrizzo – trống
- Tom Bukovac – đàn guitar điện
- Chris Lord-Alge – phối khí
- Justin Schipper – steel guitar

## Xếp hạng
| Bảng xếp hạng (2018)                 | Vị trí cao nhất |
| ------------------------------------ | --------------- |
| Canada (Hot Canadian Digital Songs)  | 7               |
| Canada Country (Billboard)           | 35              |
| New Zealand Heatseekers (RMNZ)       | 10              |
| Scotland (OCC)                       | 64              |
| Anh Quốc Download (OCC)              | 72              |
| Hoa Kỳ Billboard Hot 100             | 72              |
| Hoa Kỳ Country Airplay (Billboard)   | 27              |
| Hoa Kỳ Hot Country Songs (Billboard) | 48              |

## Lịch sử phát hành
| Khu vực | Ngày                | Định dạng                | Hãng đĩa              | T.k.   |
| ------- | ------------------- | ------------------------ | --------------------- | ------ |
| Nhiều   | 20 tháng 4 năm 2018 | Tải kỹ thuật số          | Big Machine           | [ 25 ] |
| Hoa Kỳ  | 20 tháng 4 năm 2018 | Phát thanh nhạc đồng quê | Big Machine Universal | [ 34 ] |
| Úc      | 25 tháng 4 năm 2018 | Phát thanh hit đương đại | Big Machine Universal | [ 35 ] |